# Nesodynerus xerophilus
Nesodynerus xerophilus är en stekelart som först beskrevs av Perkins.  Nesodynerus xerophilus ingår i släktet Nesodynerus och familjen Eumenidae. Inga underarter finns listade i Catalogue of Life.